# Siganus rivulatus
Espèce
Synonymes
- Amphacanthus rivulata (Forrskål, 1775)[1]
- Amphacanthus rivulata (Forsskål & Niebuhr, 1775)[2]
- Amphacanthus sigan Klunzinger, 1871[2] [1]
- Amphacanthus siganus (Forsskål, 1775)[2] [1]
- Scarus rivulatus (Forsskål, 1775)[1]
- Scarus rivulatus Forsskål & Niebuhr, 1775[2]
- Scarus siganus Forsskål, 1775[2] [1]
- Siganus siganus (Forsskål, 1775)[2] [1]
- Teuthis rivulata (Forrskål, 1775)[1]
- Teuthis rivulata (Forsskål & Niebuhr, 1775)[2]
- Teuthis rivulatus (Forsskål & Niebuhr, 1775)[2]
- Teuthis rivulatus (Forsskål, 1775)[1]
- Teuthis sigan (Klunzinger, 1871)[2]
- Teuthis sigana (Forsskål, 1775)[2] [1]
- Teuthis siganus (Forsskål, 1775)[2] [1]

Statut de conservation UICN

 LC  : Préoccupation mineure
Siganus rivulatus est une espèce de poissons grégaires et largement herbivores à nageoires rayonnées de la famille des Siganidae. Son aire de répartition naturelle englobe l'océan Indien occidental et la mer Rouge d'où il a colonisé la mer Méditerranée par migration à travers le canal de Suez. C'est l'espèce type du genre Siganus.

## Description
Siganus rivulatus a un corps comprimé latéralement qui a une longueur standard de 2,7 à 3,4 fois sa profondeur La nageoire dorsale a treize épines et dix rayons mous, la nageoire anale a sept épines et neuf rayons mous, il y a 23 vertèbres et la nageoire caudale est fourchue. La plus longue épine de la nageoire dorsale est plus courte que la distance entre l'œil et le bord de l'opercule tandis que la longueur du museau est égale ou supérieure à la longueur du museau. Les épines minces sont barbelées et portent du venin. Les dents ressemblent à des incisives avec des cuspides latérales et sont disposées en une seule rangée dans les mâchoires. Le corps est couvert de petites écailles incrustées, à l'exception de la ligne médiane du dessous. La couleur est variable et présente généralement des taches sombres et des lignes ondulées jaunes sur les côtés. Le haut du corps a tendance à être gris-vert à brun avec un abdomen jaune ou un dessous blanc argenté. Il atteint généralement environ 10 à 20 cm, parfois jusqu'à 27 cm de longueur standard, mais la taille maximale enregistrée est de 40 cm.

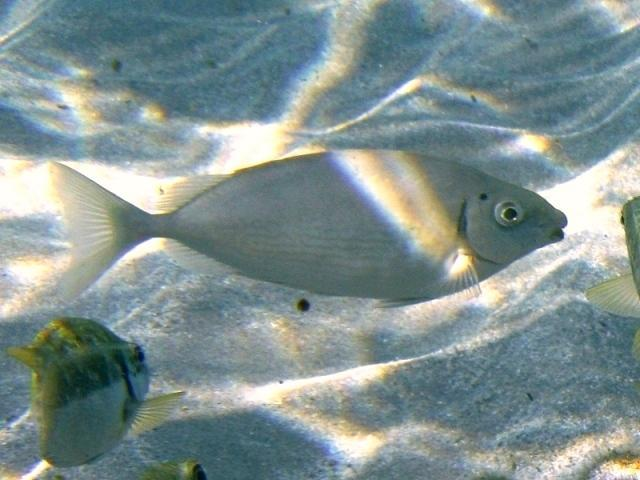
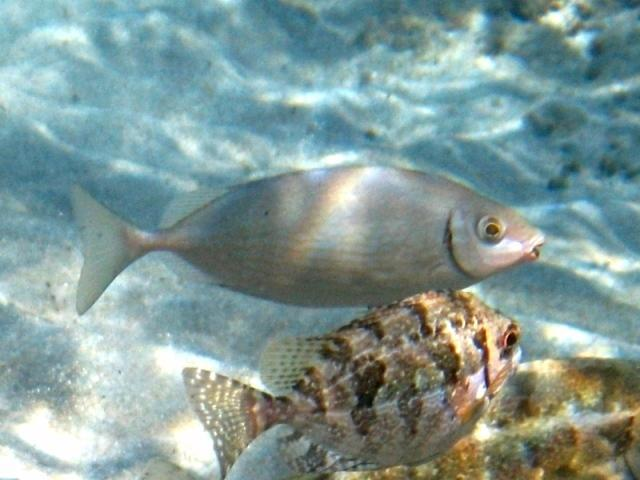
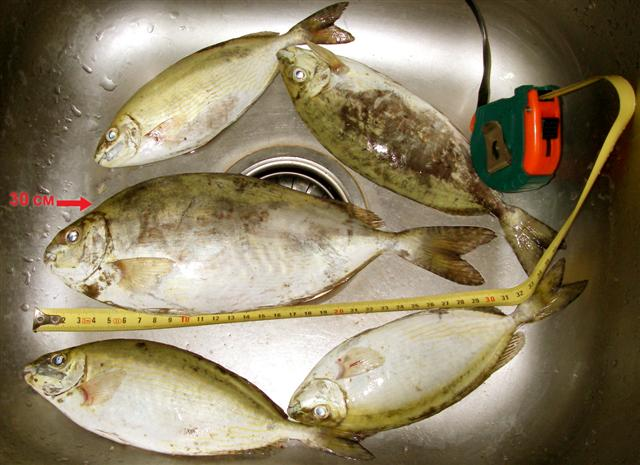

## Distribution
Siganus rivulatus a une aire de répartition naturelle qui s'étend le long de la côte est-africaine de l'Afrique du Sud à la mer Rouge, en passant par les Comores, Madagascar et les Seychelles. Il a été signalé pour la première fois en Méditerranée au large des côtes palestiniennes en 1924 et s'est depuis propagé vers l'ouest et le nord jusqu'en Turquie, en Tunisie, à Malte et en Sicile, où il domine désormais l'assemblage par endroits.
Cette espèce figure actuellement sur la « Liste noire des espèces envahissantes dans le milieu marin » de Méditerranée de l'UICN.

## Étymologie
Son épithète spécifique, du latin rivulatus, « marqué de stries irrégulières », lui a été donnée en référence aux rayures jaunes que présentent ses flancs. 